# Mandeville (Louisiana)
Mandeville és una població dels Estats Units a l'estat de Louisiana. Segons el cens del 2008 tenia 12.421 habitants.

## Demografia
Segons el cens del 2000, Mandeville tenia 10.489 habitants. La densitat de població era de 595,6 habitants/km².
Per edats la població es repartia de la següent manera: un 27,3% tenia menys de 18 anys, un 7,3% entre 18 i 24, un 28,9% entre 25 i 44, un 24,5% de 45 a 60 i un 11,9% 65 anys o més.
L'edat mediana era de 38 anys. Per cada 100 dones de 18 o més anys hi havia 84,7 homes.
La renda mediana per habitatge era de 52.500 $ i la renda mediana per família de 70.043 $. Els homes tenien una renda mediana de 50.891 $ mentre que les dones 30.554 $. La renda per capita de la població era de 26.420 $. Entorn del 4,9% de les famílies i el 7,6% de la població estaven per davall del llindar de pobresa.

## Poblacions més properes
El següent diagrama mostra les poblacions més properes.